# Dirty Diamonds
Dirty Diamonds – 24. album studyjny Alice Coopera wydany w 2005 roku.

## Spis utworów
1. Woman of Mass Distraction (Cooper, Damon Johnson, Ryan Roxie, Chuck Garric, Rick Boston) - 3:59
2. Perfect (Cooper, Johnson, Roxie) – 3:30
3. You Make Me Wanna (Cooper, Roxie, Garric, Boston) – 3:30
4. Dirty Diamonds (Cooper, Johnson, Garric, Boston) – 4:02
5. The Saga of Jesse Jane (Cooper, Roxie) – 4:15
6. Sunset Babies (All Got Rabies) (Cooper, Johnson, Roxie) – 3:28
7. Pretty Ballerina (Michael Brown) – 3:01
8. Run Down the Devil (Cooper, Mark Hudson, Mike Elizondo, Benji Hughes) – 3:29
9. Steal That Car (Cooper, Johnson, Roxie, Garric) – 3:16
10. Six Hours (Cooper, Roxie) – 3:24
11. Your Own Worst Enemy (Cooper, Roxie) – 2:15
12. Zombie Dance (Cooper, Roxie, Boston) – 4:27

utwory bonusowe:
1. Stand (Cooper, Boston, Bridget Benenate, Xzibit) – 4:04
2. The Sharpest Pain - 3:59